# Sieraków
Sieraków este un oraș în Polonia.